# Aerodinamică

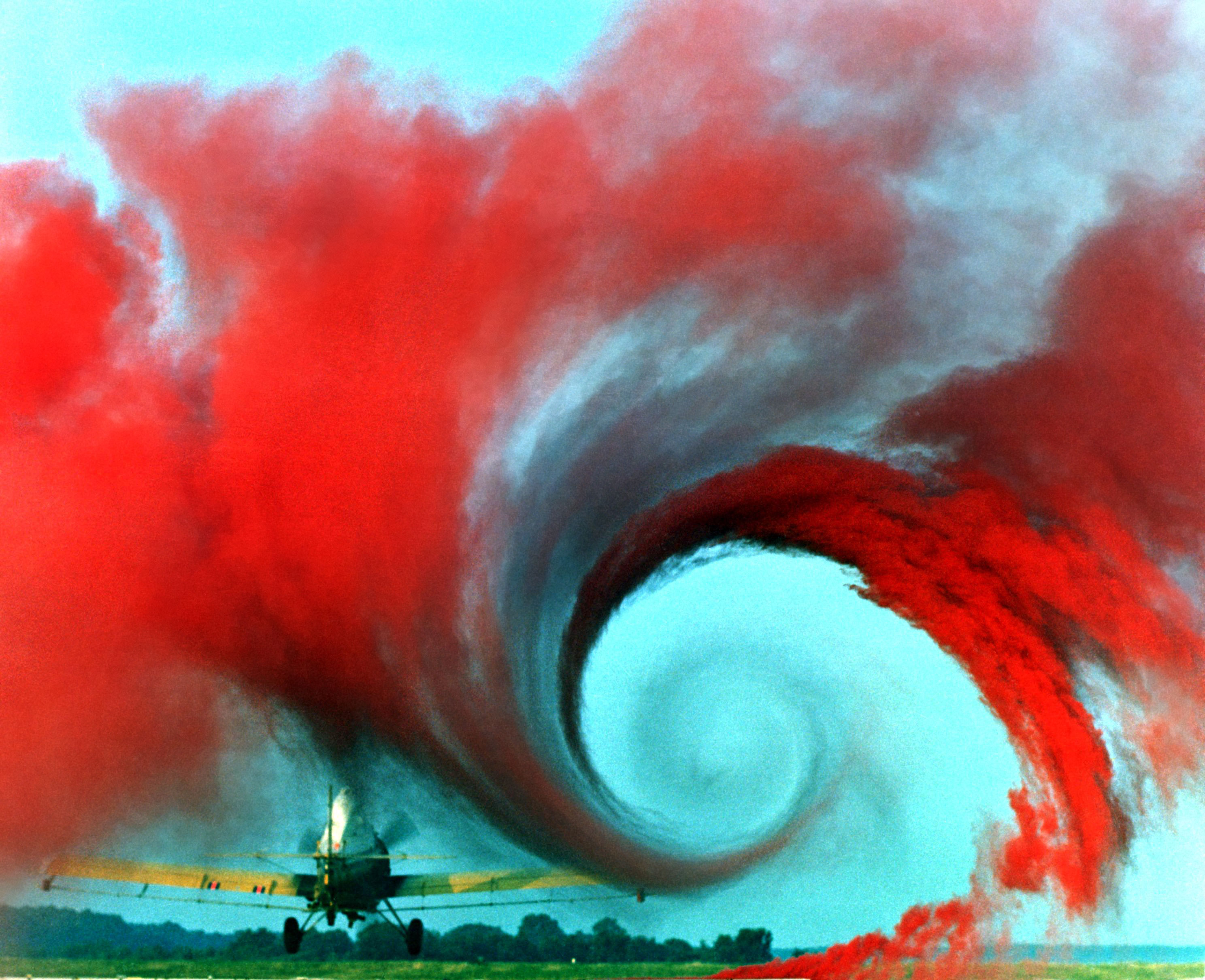
Un turbion creat prin zborul unui avion

Aerodinamica este o ramură a mecanicii fluidelor care studiază mișcarea aerului și a altor gaze și forțele pe care acestea le exercită asupra corpurilor solide aflate în mișcare relativă. Principalele obiective ale aerodinamicii sunt calculul forțelor și momentelor care acționează asupra corpurilor, precum portanța și rezistența la înaintare. Studiul aerodinamicii este esențial în proiectarea avioanelor, rachetelor, automobilelor, turbinelor eoliene și în domenii precum ingineria civilă, pentru analiza efectelor vântului asupra structurilor înalte precum podurile și zgârie-norii.
Aerodinamica poate fi abordată din trei perspective:
- Aerodinamica teoretică, care utilizează ecuații matematice (precum ecuațiile Navier–Stokes) pentru a descrie curgerea fluidelor.
- Aerodinamica experimentală, care folosește tuneluri aerodinamice și alte instrumente pentru a măsura forțele și a vizualiza curgerea în jurul modelelor la scară.
- Aerodinamica computațională, care simulează numeric curgerea fluidelor cu ajutorul computerelor de mare putere.

## Istoric
Evoluția aerodinamicii este strâns legată de visul oamenilor de a zbura, transformându-se pornind de la un set de observații empirice într-o știință riguroasă.
- Leonardo da Vinci a fost unul dintre primii gânditori care a studiat sistematic zborul. Prin observații detaliate ale păsărilor, el a schițat concepte vizionare de mașini de zburătoare, precum ornitopterul și o formă timpurie a elicopterului, anticipând principii fundamentale ale portanței și rezistenței la înaintare.
- Isaac Newton a dezvoltat prima teorie cantitativă a rezistenței aerului, postulând că aceasta este proporțională cu pătratul vitezei, cu densitatea fluidului și cu aria corpului. Deși teoria sa s-a dovedit a fi imprecisă pentru multe condiții de zbor, a pus bazele analizei matematice a forțelor aerodinamice.
- Daniel Bernoulli a formulat principiul fundamental care îi poartă numele, corelând viteza unui fluid cu presiunea sa. Principiul lui Bernoulli explică modul în care diferența de viteză a aerului deasupra și dedesubtul unei aripi generează portanța, un concept central în zborul modern.
- Sir George Cayley El a fost primul care a identificat și separat cele patru forțe fundamentale ale zborului: portanța, greutatea, tracțiunea și rezistența la înaintare, stabilind bazele conceptuale moderne al zborului.
- Otto Lilienthal a fost un pionier al zborului uman. A realizat peste 2000 de zboruri planate, colectând date experimentale esențiale despre performanța aripilor și controlul zborului, demonstrând că zborul controlat este posibil.
- Frații Orville și Wilbur Wright au realizat primul zbor controlat, susținut și motorizat din istorie în 1903. Succesul lor s-a bazat pe o abordare științifică, incluzând teste în propriul lor tunel aerodinamic pentru a proiecta aripi și elice eficiente.
- Ludwig Prandtl a revoluționat aerodinamica modernă prin introducerea, în 1904, a teoriei stratului limită. Această teorie a permis înțelegerea fenomenelor de frecare vâscoasă și de separare a curgerii, esențiale pentru proiectarea aripilor eficiente și reducerea rezistenței la înaintare.
- Theodore von Kármán a adus contribuții majore la înțelegerea curgerilor supersonice și hipersonice, a turbulenței și a stabilității aerodinamice, fiind o figură centrală în dezvoltarea aviației cu reacție și a tehnologiei spațiale.
- Henri Coandă a descoperit fenomenul care îi poartă numele, Efectul Coandă, ce descrie tendința unui jet de fluid de a urma conturul unei suprafețe convexe adiacente. Acest efect are aplicații cruciale în proiectarea sistemelor de hipersustentație (flapsuri), în tehnologia propulsiei și în controlul tracțiunii. În 1910, a proiectat și construit avionul Coandă-1910, considerat de unii istorici drept primul avion cu reacție.

## Principalele ramuri
Aerodinamica este clasificată în principal după regimul de curgere, determinat de numărul Mach (M), care reprezintă raportul dintre viteza de curgere și viteza sunetului în fluidul respectiv.
- Aerodinamica subsonică (M < 1): Studiază curgerile a căror viteză este inferioară vitezei sunetului. La viteze foarte mici (M < 0,3), aerul poate fi considerat un fluid incompresibil, iar curgerile irotaționale sunt descrise de ecuația lui Laplace. Pe măsură ce viteza crește, efectele de compresibilitate devin importante, iar pentru mișcări irotaționale staționare se utilizează ecuația lui Steichen.
- Aerodinamica transonică (M ≈ 1): Acoperă regimul de viteze din jurul vitezei sunetului (aproximativ M = 0,8–1,2). În acest regim, pe suprafața corpului apar simultan zone de curgere subsonică și supersonică, ceea ce duce la o creștere bruscă a rezistenței la înaintare și la fenomene complexe de instabilitate.
- Aerodinamica supersonică (M > 1): Se ocupă de curgeri cu viteze mai mari decât viteza sunetului. Caracteristica principală a acestui regim este formarea de unde de șoc, care sunt discontinuități subțiri de presiune, densitate și temperatură.
- Aerodinamica hipersonică (M >> 1): Studiază curgerile la viteze foarte mari (convențional, M > 5). La aceste viteze, undele de șoc sunt foarte apropiate de corpul solid, iar temperaturile extreme pot provoca disocierea chimică și ionizarea moleculelor de gaz. Acest domeniu este crucial pentru proiectarea vehiculelor de reintrare în atmosferă cat si in aplicații militare.

## Aplicații
Principiile aerodinamicii sunt aplicate într-o varietate largă de domenii tehnologice și științifice:
- Inginerie aerospațială: Proiectarea aripilor, fuzelajelor, elicelor, rotoarelor de elicopter și a componentelor de rachetă pentru a maximiza portanța și a minimiza rezistența.
- Industria automobilistică: Optimizarea formei caroseriilor pentru a reduce consumul de combustibil, a îmbunătăți stabilitatea la viteze mari și a asigura răcirea eficientă a motorului.
- Energie eoliană: Proiectarea palelor turbinelor eoliene pentru a extrage un maximum de energie din vânt.
- Inginerie civilă: Analiza sarcinilor exercitate de vânt asupra clădirilor înalte, podurilor suspendate și altor structuri masive pentru a le asigura stabilitatea.
- Sport: Proiectarea echipamentelor de înaltă performanță, precum mingile de golf (cu alveole pentru a reduce rezistența), bicicletele de contratimp, căștile aerodinamice costumele de schi, planoare, parpante etc.
- Meteorologie: Modelarea curenților atmosferici, a furtunilor și a altor fenomene climatice la scară largă.